# Усуи, Масу
Масу Усуи (яп. 臼井ます, Usui Masu; 18 декабря 1910, Ояма, префектура Сидзуока — 21 мая 2025, Ояма, префектура Сидзуока) — японская супердолгожительница, седьмой по возрасту человек в мире на момент смерти и старейшая жительница Японии с 20 мая по 21 мая 2025 года. Её возраст подтверждён организациями LongeviQuest (LQ) и Исследовательской группой по геронтологии (GRG).

## Биография
Масу Усуи родилась 18 декабря 1910 года в посёлке Ояма (Префектура Сидзуока) в семье владельцев рисовой лавки. Была второй дочерью среди семи детей в семье. Окончила школу кройки и шитья Тоита (ныне Женский колледж Тоита).
Вышла замуж за Сигэо Усуи, владельца строительной компании. В браке родила пятерых сыновей и одну дочь. На сентябрь 2024 года у неё было 10 внуков и 11 правнуков. Её старшая сестра дожила до 105 лет, а младший брат — до 90-летнего возраста.
В 100-летнем возрасте переехала в дом престарелых, но до 110 лет сохраняла полную самостоятельность — сама стирала, шила, одевалась и наносила макияж.
Умерла в возрасте 114 лет и 154 дней в доме престарелых в посёлке Ояма 21 мая 2025 года. После её смерти Миёко Хироясу из префектуры Оита стала старейшей жительницей Японии. Её титул старейшего жителя страны продолжался всего 1 день, что делает его самым коротким в истории.

## Рекорды долголетия
- 12 сентября 2014 года получила поздравления от мэра города Ояма за долголетие (повторно в 2016 и 2019 годах)[6]
- Сентябрь 2016 стала старейшей жительницей города Ояма
- 18 декабря 2020 года достигла возраста 110 лет, получив статус супердолгожителя
- Сентябрь 2022 признана вторым старейшим жителем префектуры Сидзуока[6]
- 25 декабря 2022 года, после смерти Кахору Фуруи стала старейшей жительницей префектуры Сидзуока[6]
- 20 мая 2025 года, после смерти Минэ Кондо стала старейшим жителем Японии[6].

## Интересные факты
- Всю жизнь отличалась крепким здоровьем, утверждала что «никогда не болела»[3].
- Увлекалась традиционной японской поэзией, особенно хорошо знала Хякунин иссю.
- Любила сладкое, особенно конфеты «Юки но ядо» компании Sanko Seika.